# Operator translacji
Operator translacji – operator liniowy określony na przestrzeni funkcji, którego działanie można określić jako przesunięcie funkcji o dany wektor.
Jeśli {\displaystyle f(x)} jest funkcją z przestrzeni funkcji {\displaystyle V} wówczas: {\displaystyle T_{a}(f)(x)=f(x-a).}
Do poprawnej definicji operatora translacji wymagane jest, by zachodziło wynikanie: jeśli {\displaystyle f} należy do przestrzeni funkcji {\displaystyle V,} to wówczas każda funkcja postaci {\displaystyle f(x-a)\in V.}
Rozpatrzmy infinitezymalną translację przestrzenną {\displaystyle \delta \mathbf {r} ,} w wyniku której funkcja falowa zmieni się następująco:
{\displaystyle \Psi ^{'}=\Psi (\mathbf {r} +\delta \mathbf {r} )=\Psi (\mathbf {r} )+\delta \mathbf {r} {\frac {\partial \Psi (\mathbf {r} )}{\partial \mathbf {r} }}=D\psi ,}
gdzie:
{\displaystyle D=1+\delta \mathbf {r} {\frac {\partial }{\partial \mathbf {r} }}}
jest operatorem infinitezymalnych translacji. Wiemy, że operator pędu ma postać {\displaystyle \mathbf {p} =-i\hbar \partial /\partial \mathbf {r} ,} możemy zatem napisać D jako
{\displaystyle D=1+i\delta \mathbf {rp} /\hbar .}
Skończoną translację {\displaystyle \Delta \mathbf {r} } można uzyskać jako złożenie {\displaystyle n} translacji infinitezymalnych {\displaystyle (\Delta \mathbf {r} =n\delta \mathbf {r} )} w granicy {\displaystyle n\to \infty {:}}
{\displaystyle D=\lim _{n\to \infty }(1+{\frac {i\Delta \mathbf {rp} }{n\hbar }})^{n}=e^{i\Delta \mathbf {rp} /\hbar }.}